# Bucculatricidae
I Bucculatricidi (Bucculatricidae Wallengren, 1881) sono una famiglia di lepidotteri diffusa in tutti i continenti; le larve sono tutte minatrici fogliari.

## Tassonomia
La famiglia comprende quattro generi:
- Bucculatrix Zeller, 1839
- Cryphioxena Meyrick, 1921
- Ogmograptis Meyrick, 1935
- Tritymba Lower, 1894